# CT-33
La autovía  CT-33  comunica la A-30, a su entrada en Cartagena con el puerto y el hospital de Santa Lucía.

## Nomenclatura
El nombre de CT-33 significa: CT es el código que recibe al ser una autovía urbana de la ciudad de Cartagena, y el 33, que significa que es un acceso a la ciudad.

## Historia
Esta autovía urbana surgió como un desdoblamiento y rectificación de la antigua F-46, que servía de conexión entre la autovía de Murcia y el puerto de Cartagena.

## Recorrido
La  CT-33  comienza su recorrido en la autovía  A-30  en su salida 192, cerca de Cartagena. Su término se sitúa en el acceso a la Dársena de Cartagena.

## Tramos
| Denominación | Tramo                                    | km  | Año servicio |
| ------------ | ---------------------------------------- | --- | ------------ |
| CT-33        | Enlace A-30 - Dársena de Cartagena N-343 | 1,6 | 2004         |

## Salidas
| Velocidad | Esquema | Salida | Sentido Puerto                       | Sentido A-30                              | Carretera                   |
| --------- | ------- | ------ | ------------------------------------ | ----------------------------------------- | --------------------------- |
|           |         |        | A-30 Salida de la Autovía de Murcia  | A-30 Incorporación a la Autovía de Murcia |                             |
|           |         | 1      | Cartagena (centro) - UPCT - La Unión | Cartagena - La Unión Murcia               | Carretera a La Unión A-30   |
|           |         | 2      | Hospital de Santa Lucía              | Hospital de Santa Lucía                   |                             |
|           |         | 2B     | Lo Campano Santa Lucía               | Lo Campano Santa Lucía                    | RM-F46 Avenida Sánchez Meca |
|           |         |        | Puerto de Cartagena                  | Puerto de Cartagena                       |                             |